# تلمبه امیدوار
تلمبه امیدوار یک منطقهٔ مسکونی در ایران است که در دهستان بکان واقع شده‌است. تلمبه امیدوار ۱۶ نفر جمعیت دارد.